# Rhipidura personata
Rhipidura personata е вид птица от семейство Rhipiduridae. Видът е почти застрашен от изчезване.

## Разпространение
Видът е разпространен във Фиджи.